# Ole Kirk Kristiansen
Ole Kirk Kristiansen, talvolta reso graficamente come Christiansen, (Omvraa Mark, 7 aprile 1891 – Billund, 11 marzo 1958) è stato un imprenditore danese, inventore dei giocattoli LEGO.

## Biografia
Nato nel 1891 in una frazione di Billund, 13º figlio di una povera famiglia di agricoltori dello Jutland nell'ovest della Danimarca, lavorò come carpentiere e, nel 1932, iniziò a fabbricare dei giocattoli di legno  dopo aver perso il suo lavoro nel periodo della Grande depressione. Nel 1934 venne ideato il nome LEGO (il nome viene dall'espressione danese "Leg Godt" tradotto in "giocare bene") che divenne il marchio della sua azienda.
Con l'avvento della plastica, nel 1947 decise di sostituire il legno con questo nuovo materiale, riconvertendo la sua azienda alla produzione di mattoncini incastrabili. Dopo un periodo di incertezza dovuto all'abitudine dei bambini a giocare col legno, il prodotto iniziò ad avere successo. Ole pensava che i bambini avessero una creatività maggiore rispetto a quella degli adulti, infatti credeva che con quei mattoncini potessero non solo sfogare la loro voglia di creatività ma anche riuscire ad immaginare un mondo migliore.
Fu sposato con Kirstine Christiansen fino al 1932, quando lei morì e gli lasciò quattro figli.

## Grafia del cognome
È nota una sorta di confusione sul  cognome del fondatore del Gruppo LEGO Ole Kirk Kristiansen, talvolta reso come Christiansen.  
In accordo con quanto ufficialmente raccontato da parte degli storici del Gruppo LEGO, Ole Kirk nasce come Kristiansen. Era pratica comune al tempo di Ole di scrivere cognomi, ma anche nomi, assonanti con differenti formule. Ad esempio Kristian e Christian potevano essere ugualmente utilizzati per la stessa persona. Quindi per comodità, per via di una scarsa alfabetizzazione, nomi e cognomi in K potevamo comodamente essere scritti con la formula Ch e viceversa.  
Anche Ole, difatti, era solito firmarsi con entrambe le formule, seppur in via ufficiale usasse la firma in Kristiansen.  
Lo stesso faceva suo figlio, Godtfred Kirk Christiansen, che a differenza di Ole prediligeva la formula in Ch, tanto che nel 1979 adottò formalmente il cognome Christiansen.  
Kjeld Kirk Kristiansen, figlio di Godtfred e nipote di Ole, così come Thomas Kirk Kristiansen, figlio di Kjeld, usa il cognome originario ovvero Kristiansen.  
In conclusione, seppur non sia propriamente sbagliato utilizzare entrambe le formule, va ricordato che Ole Kirk Kristiansen è la grafia corretta, riportata sul certificato di nascita, e così era il cognome di suo padre. 

## Parco Ole Kirk Kristiansen
Al di fuori della Danimarca (nella cittadina di Billund) la prima intitolazione internazionale al fondatore LEGO è avvenuta in Italia durante i festeggiamenti dei 90 anni del Gruppo LEGO. Il Comune di Roma Capitale con la Delibera della Giunta Capitolina n. 180 del 27 maggio 2022 ha approvato la nomina d'intitolazione, del parco comunale nell'area urbana di Selva Candida, al fondatore LEGO Ole Kirk Kristiansen così come da certificato di nascita. Approvazione arrivata a ridosso dei festeggiamenti per i 90 anni del Gruppo LEGO (90 Years Of Play). L'intitolazione è avvenuta dopo la richiesta ufficiale alla Toponomastica di Roma, nel dicembre 2018, da parte del socio Mirko Crucchiola, socio dell'associazione culturale ItLUG, su proposta interna alla stessa associazione da parte del LUG Ambassador avvenuto nel 2016.
In data 6 settembre 2023 alle ore 15:00 in presenza del Presidente del Municipio Roma XIV Marco Della Porta, dell’Assessore alla Cultura di Roma Capitale Miguel Gotor e con la presenza del General Manager di LEGO Italia il Dr. Marco Capone si è svolta la cerimonia di scoprimento della targa toponomastica del Parco Ole Kirk Kristiansen decretando di fatto questa come prima intitolazione in assoluto a livello internazionale di un parco cittadino al fondatore del Gruppo LEGO.